# Sant Fructuós de Llo
L'església parroquial de Sant Fructuós de Llo és un temple romànic que data de principis del segle XI d.C. situat a l'entrada de Llo, a la comarca de l'Alta Cerdanya, a la Catalunya Nord (França). L'església està ubicada fora del nucli urbà del poble, en el seu extrem de ponent, al costat sud de la carretera que prové de Sallagosa (D-33). El conjunt parroquial està conformat per un petit cementiri i el temple dedicat a Sant Fructuós de Tarragona, un dels primers màrtirs cristians documentats de la península Ibèrica.

## Història
L'església apareix documentada a l'acta de consagració de la Seu d'Urgell (principis de l'XI). Guillem Jordá, comte de Cerdanya, la va cedir a la canònica de Santa Maria de Cornellà de Conflent juntament amb l'església de Sant Fructuós de Llo l'any 1102. Més tard, es van passar tots els drets el 1167 als canonges d'Urgell.

## Característiques

### Exterior

Portalada meridional romànica

A l'exterior, a la part de l'oest hi ha un mur més alt que la resta de l'església que es converteix en el campanar de cadireta, distribuït en dos pisos, al primer amb dos ulls i un al segon. A l'absis es pot veure un fris amb dents d'engranatge, fent de cornisa que l'aguanten dinou mènsules esculpides amb tres cares de personatges, un cap de bou, temes vegetals i geomètrics. Té també una finestra petita amb arquejada decorada amb diversos motius, entre els quals destaquen motius geomètrics com les circumferències que decoren les dues dovelles inferiors de la finestra; motius animals com els lleons i la cabra; i per acabar, figures de caràcter diabòlic, amb les boques obertes ensenyant les dents, amb les característiques banyes de boc, excessiu pèl, i expressió malèfica. Tornant al pòrtic principal, podem destacar tres zones que contenen escultures: l'arquivolta, els capitells, i les motllures verticals dels brancals. La porta té cinc arcades en degradació, dues sobre columnes de granit i tres sobre bases rectangulars. Els capitells de les columnes són de marbre tallat amb temes de palmes, fulles enroscades i vegetals, executades de manera semblant a les de les esglésies de Sant Martí d'Ix, Sant Pere d'Olopte i Santa Eugènia de Saga, totes de la mateixa comarca de la Cerdanya.

#### Escultures de les arquivoltes
Dins del conjunt escultòric tallat en pedra de l'arquivolta, podem distingir-hi les següents temàtiques: la geomètrica, la humana, floral/natural, i animal. La següent descripció dels motius escultòrics que trobem en l'arquivolta, serà en ordre temàtic: natural/floral, humà, i animal.
- Natural/Floral: dins d'aquest grup podem classificar les figures amb forma d'espiral, les de flor, i l'eriçó de mar. Les tres figures amb forma d'espiral, seguint el simbolisme clàssic de l'espiral, podria simbolitzar tot allò etern, allò que no té un final però sí un inici. Segons Jean Chevalier, l'espiral podria simbolitzar el viatge que hauria d'efectuar l'ànima des del moment de la seva mort, conduint-la per camins desconeguts, però duent-la sempre a un punt comú: el centre, l'eternitat de l'ànima en el seu càstig, salvació o purificació.[1]
- Humà: en manteniment
- Animal: en manteniment

### Interior
La planta de la nau és trapezoidal amb un absis cobert, com la nau, amb volta apuntada. En els dos costats de la nau es van construir dues capelles per costat, amb data, segons hi ha inscrit en una finestra, del 1707.

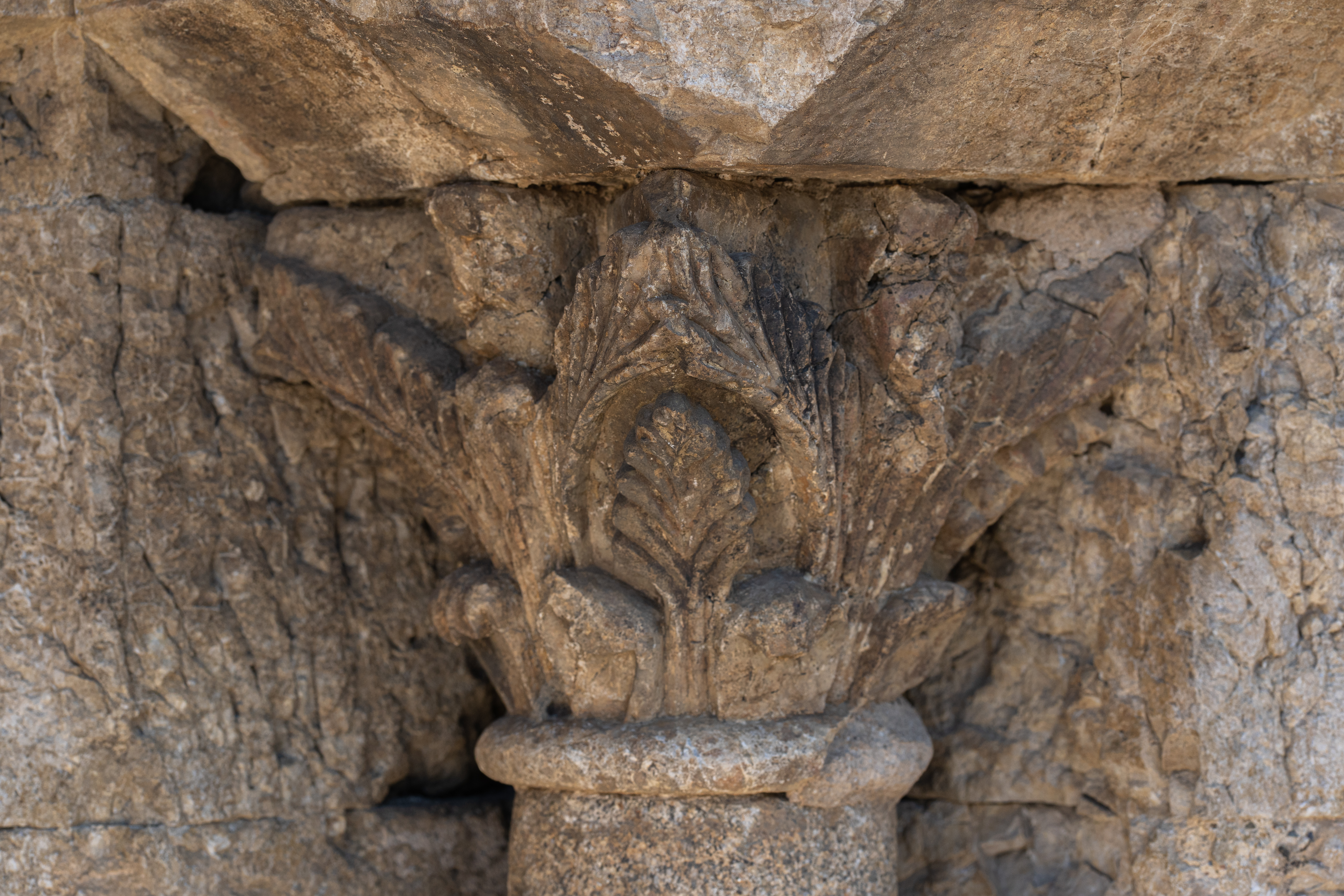
Capitell vegetal
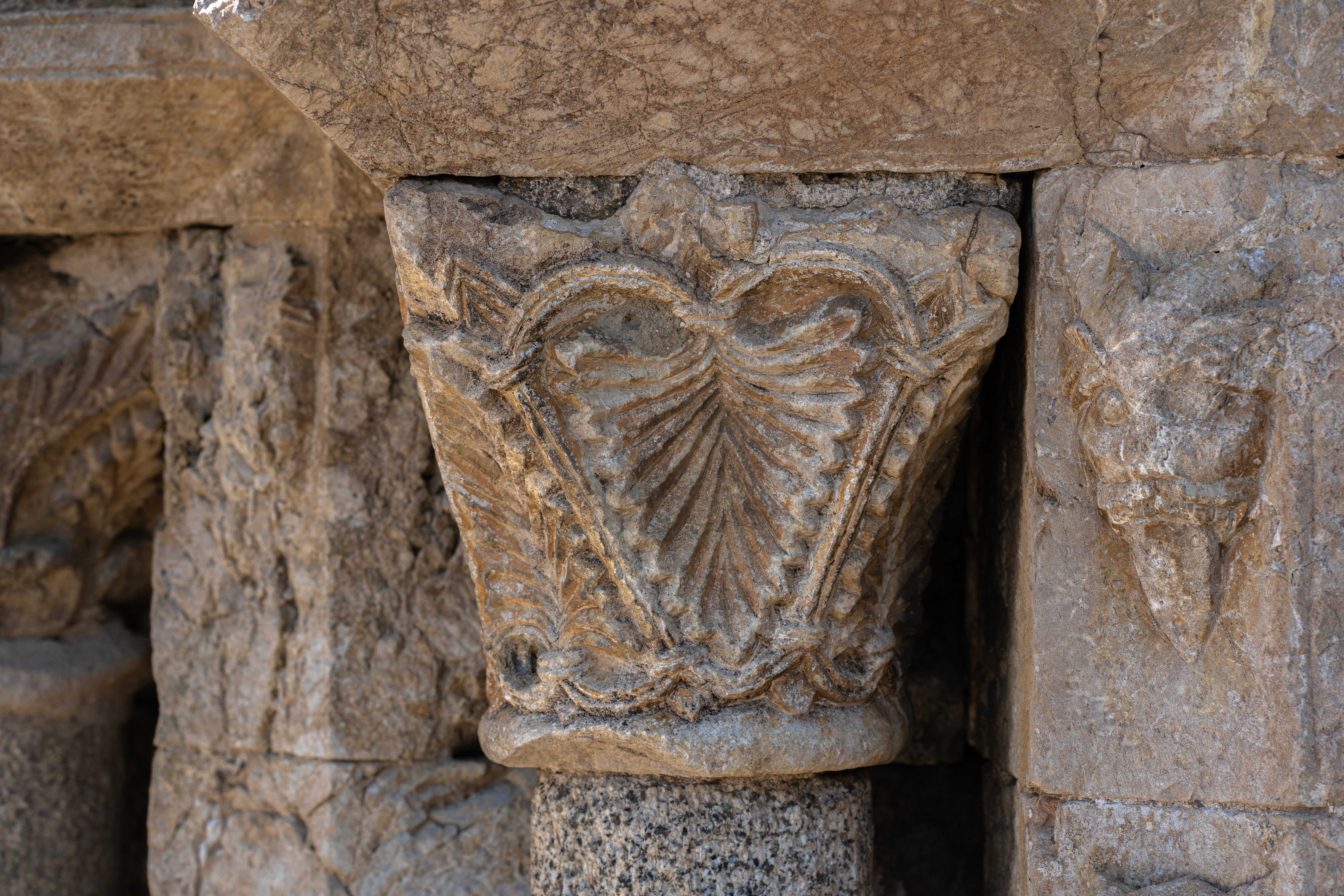
Capitell vegetal acant en forma de cor
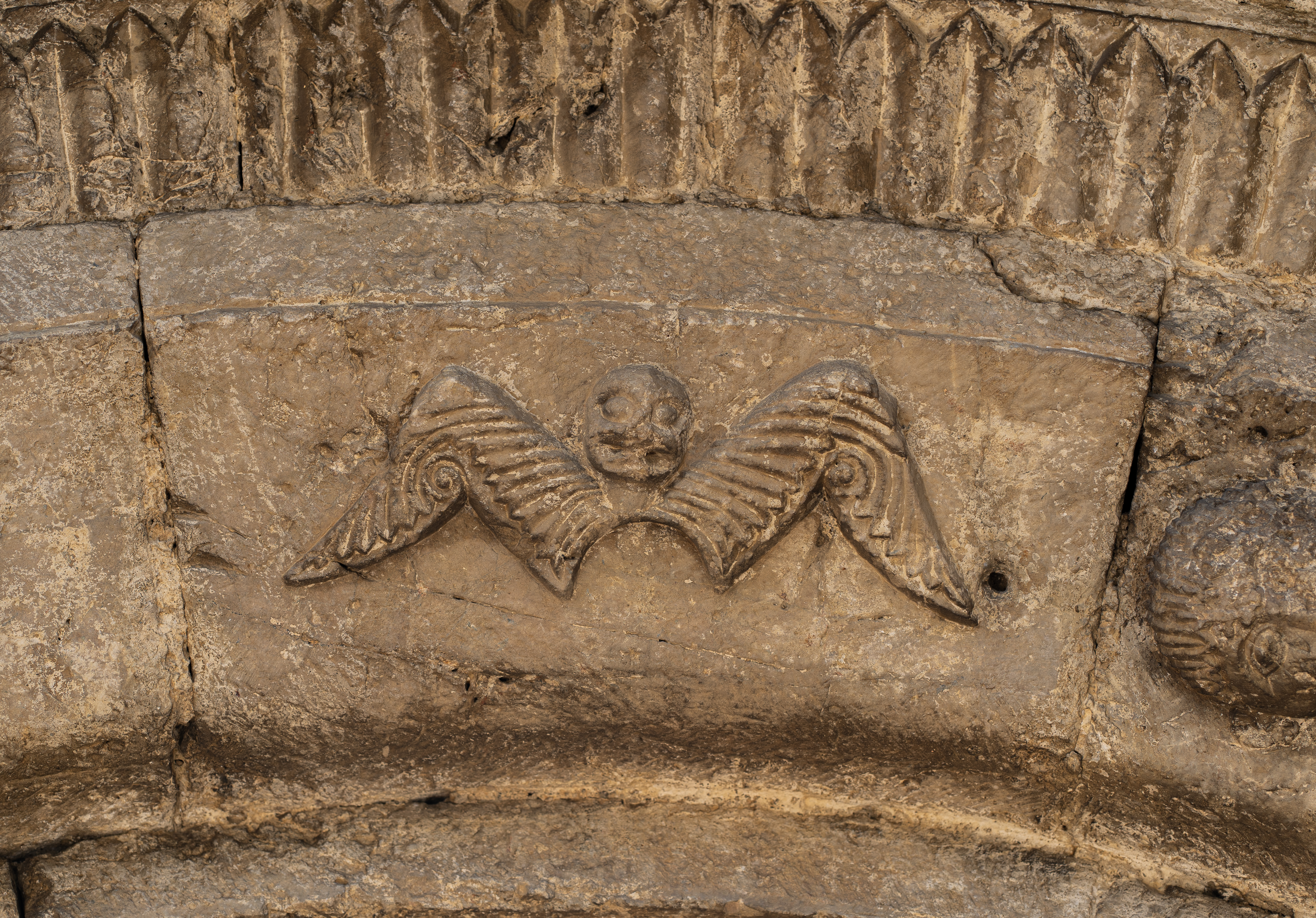
Detall d'un ratpenat
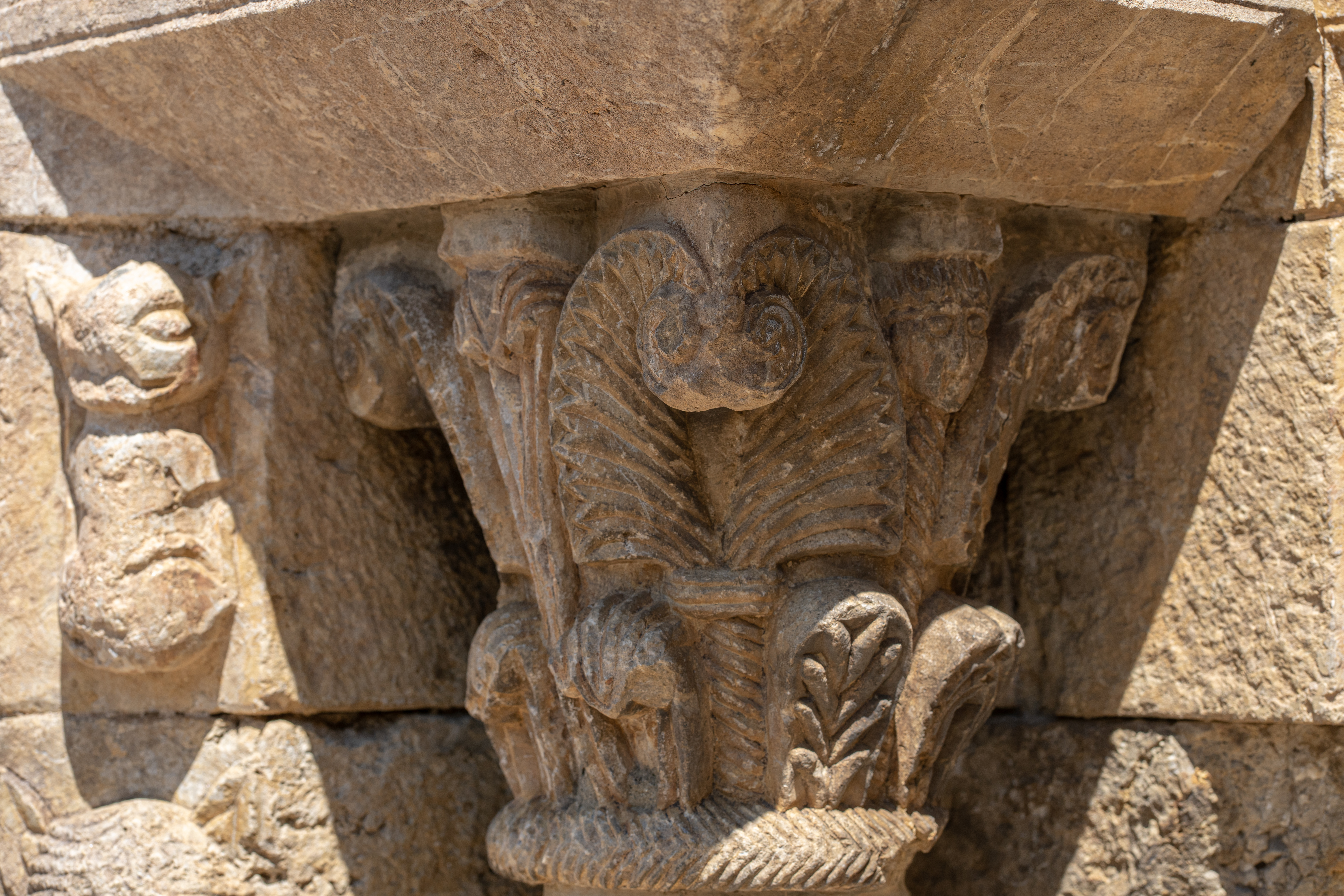
Capitell vegetal acant
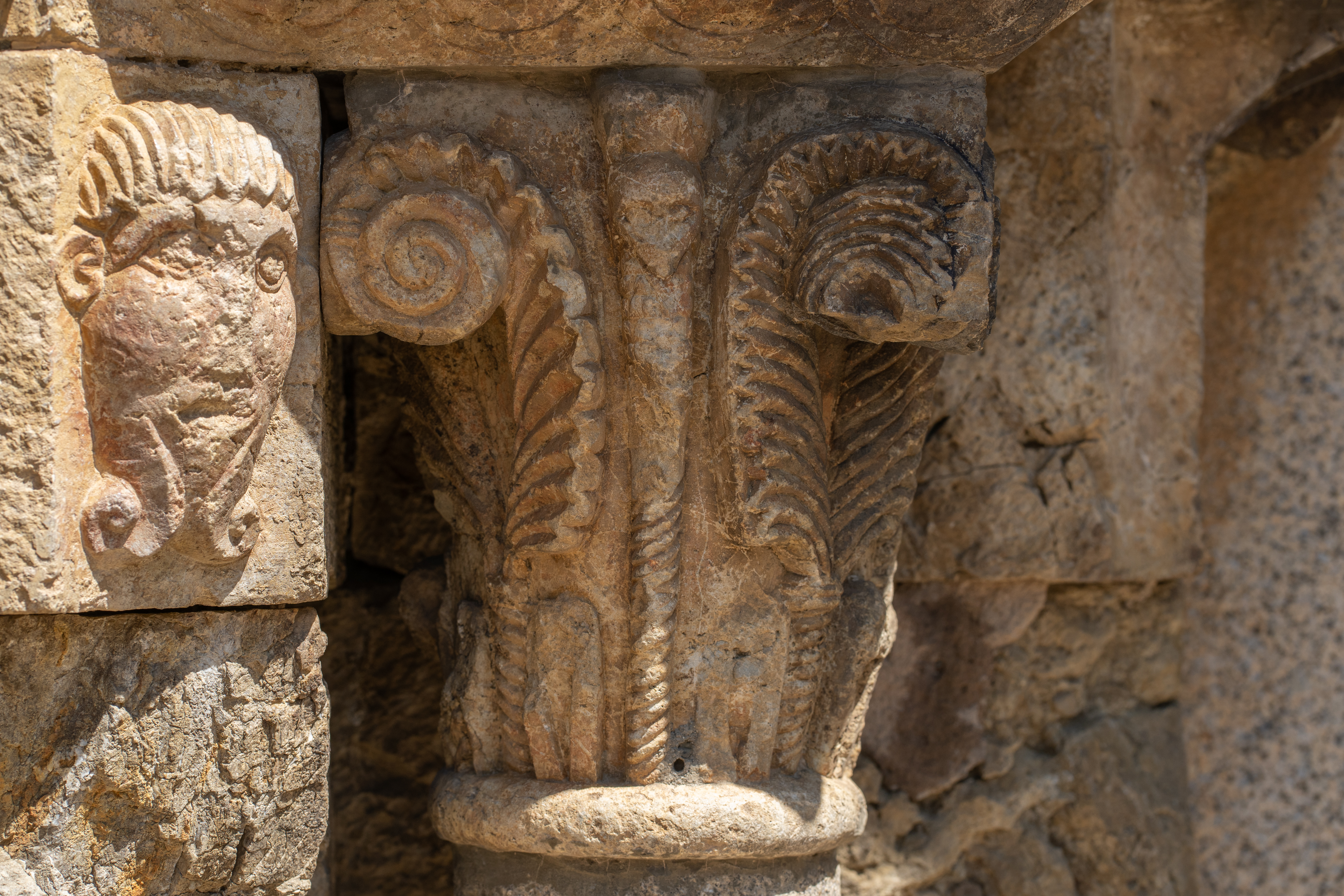
Capitell acant i efigie
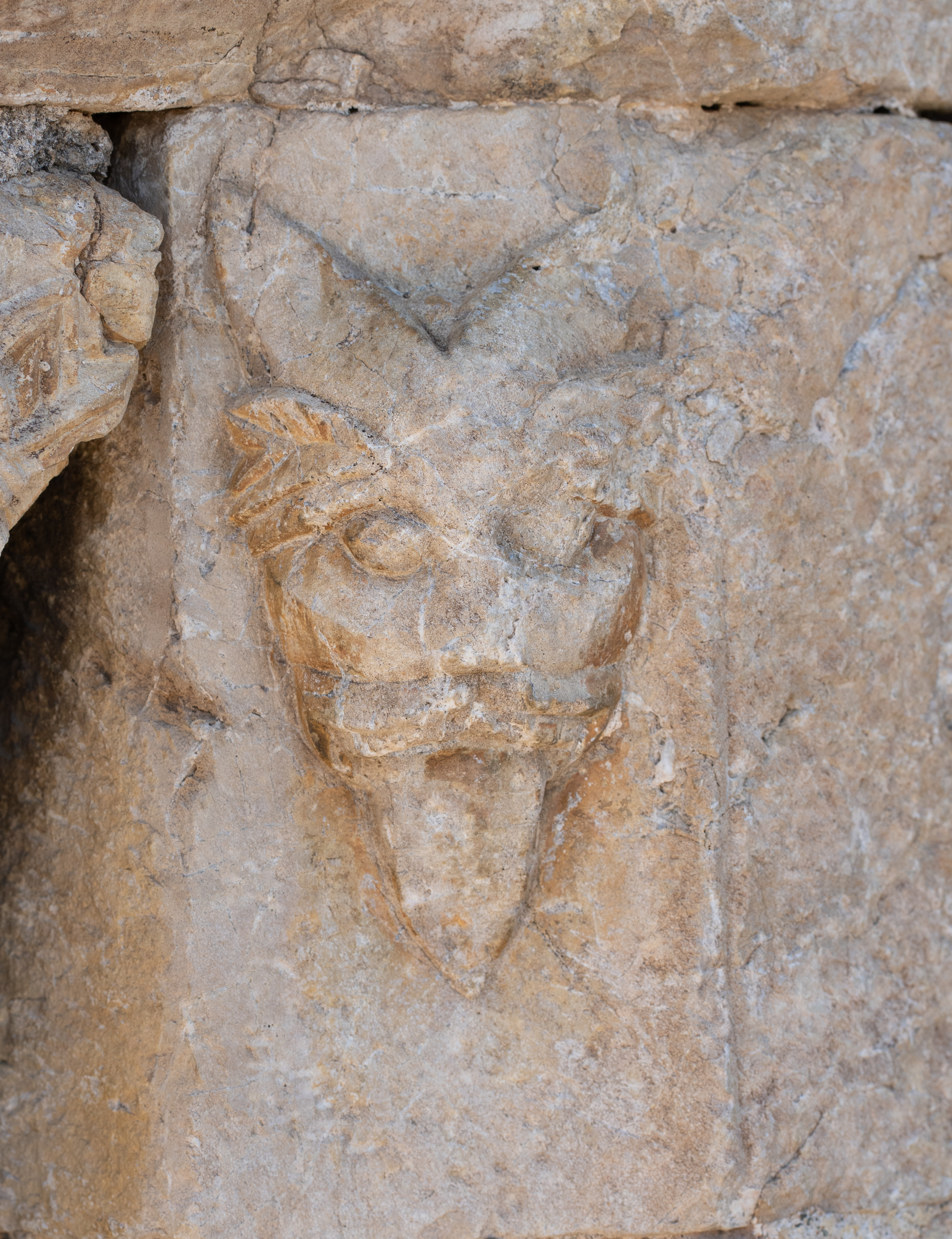
Diable
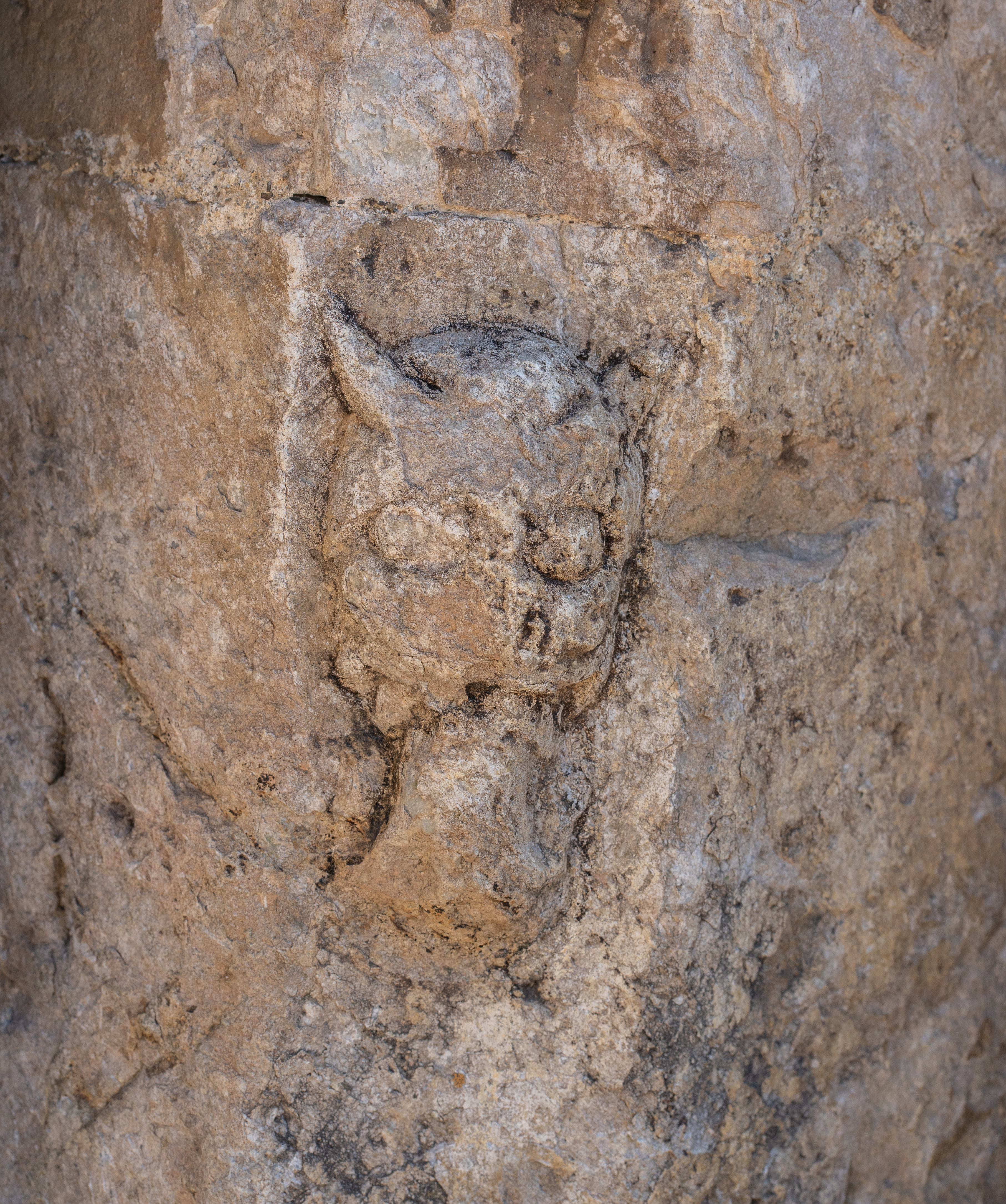
Diable malmès
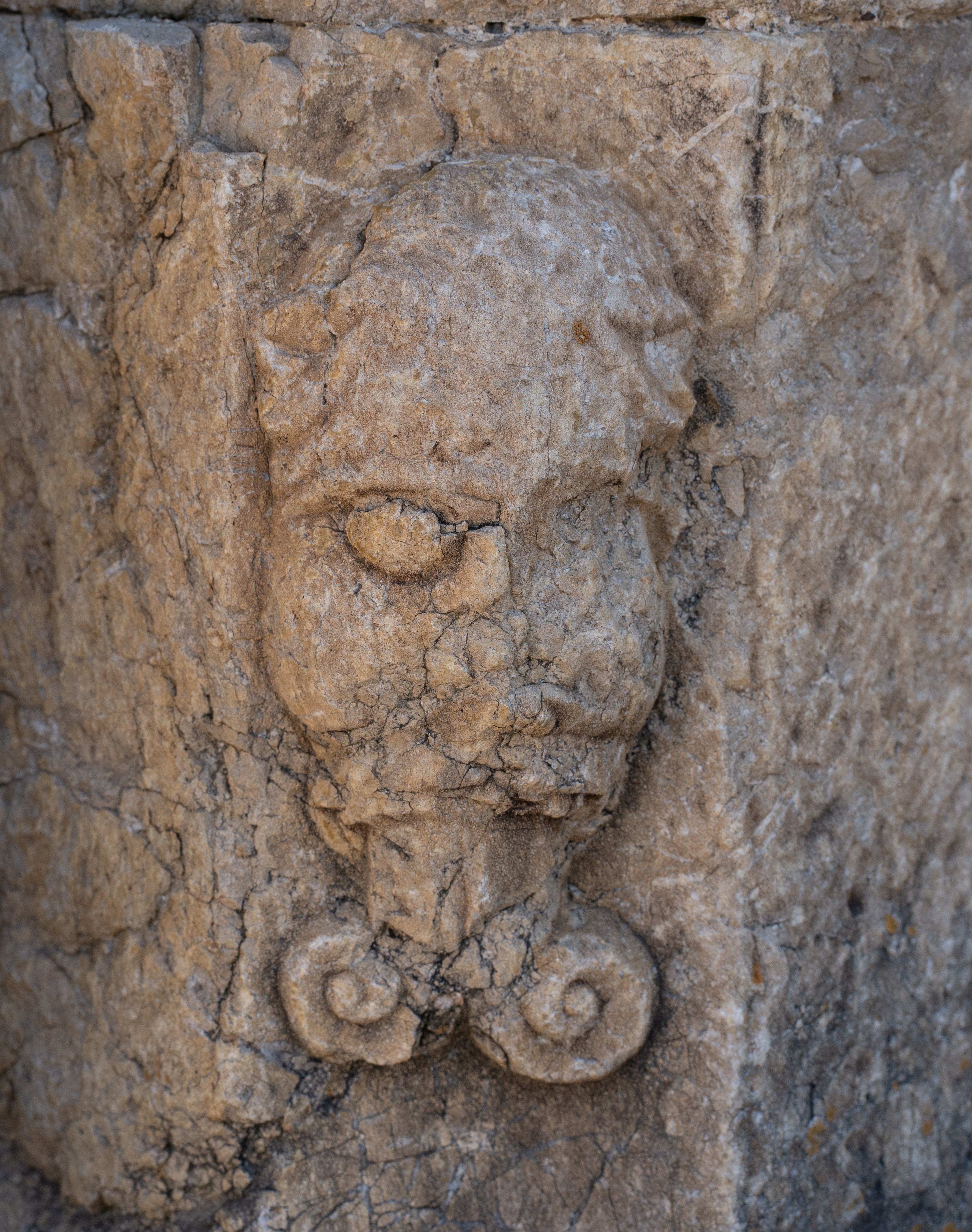
Diable malmès 2